# 폴란드 의회

폴란드 하원의회 seji

폴란드 상원의회 senat

폴란드 의회(폴란드어: Parlament Rzeczypospolitej Polskiej)는 폴란드의 입법부이다. 100석의 상원과 460석의 하원으로 이루어져 있다.